# Ovidi Montllor
Ovidi Montllor Mengual (Alcoy, 4 febbraio 1942 – Barcellona, 10 marzo 1995) è stato un attore e cantautore spagnolo.

## Biografia
È stato un rappresentante artistico della Nova Cançó, un movimento che promuoveva la musica della Catalogna nella Spagna franchista. 
Si è spento all'età di 53 anni a causa di un carcinoma dell'esofago.

## Filmografia parziale

### Cinema
- Furtivos, regia di José Luis Borau (1975)
- La ciutat cremada, regia di Antoni Ribas (1976)
- La Sabina, regia di José Luis Borau (1979)
- Nell'occhio della volpe (La verdad sobre el caso Savolta), regia di Antonio Drove (1980)
- El nido, regia di Jaime de Armiñán (1980)
- La fuga de Segovia, regia di Imanol Uribe (1981)
- Overdose (El pico), regia di Eloy de la Iglesia (1983)
- L'aria di un crimine (El aire de un crimen), regia di Antonio Isasi-Isasmendi (1988)
- Svegliati, che non è poco (Amanece, que no es poco), regia di José Luis Cuerda (1989)
- El río que nos lleva, regia di Antonio del Real (1989)
- Il lungo inverno (El largo invierno), regia di Jaime Camino (1992)

### Televisione
- Pepe Carvalho - serie TV, 6 episodi (1986)
- Querido cabaret - serie TV, 13 episodi (1990-1991)
- Una gloria nacional - serie TV, 7 episodi (1993)
- Truhanes - serie TV, 26 episodi (1993-1994)

## Discografia parziale
- 1972 - Un entre tants...
- 1973 - Crònica d'un temps
- 1974 - A Alcoi
- 1975 - Salvat-Papasseit per Ovidi Montllor
- 1979 - Ovidi Montllor diu 'Coral romput'
- 1979 - Bon vent... i barca nova!
- 1980 - 4.02.42